# Варнице
Варнице су село у општини Горњи Милановац у Моравичком округу, у подножју планине Рудник. Према попису из 2022. било је 63 становника.
Удаљено је 21 км од Горњег Милановца, старим путем испод вулканске купе Островица (758 м) у правцу Белановице, на надморској висини од 400 до 645 м и површини од 2426 ха заједно са Трудељом.

## Историјат
Док се пред надирањем Турака село иселило, нови становници су дошли тек у 18. веку и то из Старог Влаха.
Име села Варнице се први пут помиње у турском попису 1525. године под именом Сијовица, што значи варница. У селу је био велики број кречана у којима се пекао креч за изградњу града Островице, из којих су избијале варнице, па је и село добило име по њима.
У средњевековној Србији под Островицом налазила се варош Подградиште у којој су биле посаде за одбрану постројења рудника и ливница на планини Руднику, а касније је била утврђење за одбрану од Турака. Многи историјски догађаји као и легенде везани су за ово село.
Варнице су до 1955. године биле заселак села Трудеља, а тада су добиле статус села.
Сеоска слава је недеља пред Младог Николу.
У ратовима у периоду од 1912. до 1918. године село је дало 75 ратника. Погинуло их је 38 а 37 је преживело.

## Демографија
У пописима село је 1910. године имало 200 становника, 1921. године 370, а 2002. године тај број је пао на 156.
У насељу Варнице живи 131 пунолетни становник, а просечна старост становништва износи 47,1 година (46,0 код мушкараца и 48,2 код жена). У насељу има 54 домаћинства, а просечан број чланова по домаћинству је 2,85.
Ово насеље је у потпуности насељено Србима (према попису из 2002. године), а у последња три пописа, примећен је пад у броју становника.
|  |

| Демографија | Демографија | Демографија |
| Година      | Становника  | Становника  |
| ----------- | ----------- | ----------- |
| 1948.       | 370         |             |
| 1953.       | 366         |             |
| 1961.       | 363         |             |
| 1971.       | 324         |             |
| 1981.       | 264         |             |
| 1991.       | 203         | 201         |
| 2002.       | 154         | 156         |
| 2011.       | 120         |             |

| Етнички састав према попису из 2002.‍ | Етнички састав према попису из 2002.‍ | Етнички састав према попису из 2002.‍ | Етнички састав према попису из 2002.‍ | Етнички састав према попису из 2002.‍ |
| ------------------------------------ | ------------------------------------ | ------------------------------------ | ------------------------------------ | ------------------------------------ |
|                                      |                                      |                                      |                                      |                                      |
| Срби                                 | Срби                                 |                                      | 154                                  | 100,0%                               |
| непознато                            | непознато                            |                                      | 0                                    | 0,0%                                 |

| Година пописа     | 1948. | 1953. | 1961. | 1971. | 1981. | 1991. | 2002. |
| ----------------- | ----- | ----- | ----- | ----- | ----- | ----- | ----- |
| Број домаћинстава | 67    | 67    | 76    | 81    | 75    | 65    | 54    |

| Број чланова      | 1  | 2  | 3 | 4 | 5 | 6 | 7 | 8 | 9 | 10 и више | Просек |
| ----------------- | -- | -- | - | - | - | - | - | - | - | --------- | ------ |
| Број домаћинстава | 12 | 20 | 5 | 5 | 6 | 5 | 1 | 0 | 0 | 0         | 2,85   |

| Пол    | Укупно | Неожењен/Неудата | Ожењен/Удата | Удовац/Удовица | Разведен/Разведена | Непознато |
| ------ | ------ | ---------------- | ------------ | -------------- | ------------------ | --------- |
| Мушки  | 68     | 18               | 42           | 7              | 1                  | 0         |
| Женски | 66     | 4                | 42           | 18             | 2                  | 0         |
| УКУПНО | 134    | 22               | 84           | 25             | 3                  | 0         |

| Пол    | Укупно                    | Пољопривреда, лов и шумарство | Рибарство                            | Вађење руде и камена | Прерађивачка индустрија       |
| ------ | ------------------------- | ----------------------------- | ------------------------------------ | -------------------- | ----------------------------- |
| Мушки  | 47                        | 23                            | 0                                    | 5                    | 5                             |
| Женски | 36                        | 27                            | 0                                    | 0                    | 2                             |
| УКУПНО | 83                        | 50                            | 0                                    | 5                    | 7                             |
| Пол    | Производња и снабдевање   | Грађевинарство                | Трговина                             | Хотели и ресторани   | Саобраћај, складиштење и везе |
| Мушки  | 2                         | 2                             | 2                                    | 0                    | 4                             |
| Женски | 0                         | 0                             | 4                                    | 1                    | 0                             |
| УКУПНО | 2                         | 2                             | 6                                    | 1                    | 4                             |
| Пол    | Финансијско посредовање   | Некретнине                    | Државна управа и одбрана             | Образовање           | Здравствени и социјални рад   |
| Мушки  | 0                         | 0                             | 2                                    | 1                    | 1                             |
| Женски | 0                         | 0                             | 0                                    | 1                    | 1                             |
| УКУПНО | 0                         | 0                             | 2                                    | 2                    | 2                             |
| Пол    | Остале услужне активности | Приватна домаћинства          | Екстериторијалне организације и тела | Непознато            | Непознато                     |
| Мушки  | 0                         | 0                             | 0                                    | 0                    | 0                             |
| Женски | 0                         | 0                             | 0                                    | 0                    | 0                             |
| УКУПНО | 0                         | 0                             | 0                                    | 0                    | 0                             |